# 17 anni (e come uscirne vivi)
17 anni (e come uscirne vivi) (The Edge of Seventeen) è un film del 2016 scritto e diretto da Kelly Fremon Craig, al debutto come regista.

## Trama
Nadine Franklin è una diciassettenne con grossi problemi sociali e un rapporto difficile con la madre Mona, molto attenta alla propria immagine, e al popolare fratello maggiore Darian. L'affezionato padre è morto d'infarto quando Nadine aveva quattordici anni, e l'unica persona vicina a Nadine è la sua migliore amica Krista.
Un giorno, durante una festa a casa Franklin, sia Nadine che Krista si ubriacano; al risveglio, Nadine sorprende Krista mentre amoreggia con Darian, lasciandola sconvolta. A scuola, Nadine viene avvicinata dal compagno Erwin, che ha una cotta per lei, sebbene lei sia attratta da uno studente più grande, Nick. Nadine viene convinta da Krista a partecipare a una festa con lei e Darian, ma non riesce a socializzare e viene sminuita rispetto al fratello, quindi si allontana amareggiata per andare a un parco divertimenti con Erwin. Pur rifiutando le avances del ragazzo, i due diventano amici intimi.
Il rapporto tra Nadine e Krista si incrina ulteriormente in quanto Krista e Darian diventano ufficialmente una coppia; Krista rifiuta l'ultimatum di Nadine di scegliere tra lei e il fratello e Krista, quindi Nadine pone fine alla loro amicizia. 
A scuola Nadine riceve il supporto del suo insegnante, il signor Bruner, il quale le dice che è la sua studentessa preferita. Nadine scopre che Erwin è un ragazzo ricco e un talentuoso regista d'animazione, accettando il suo invito a venire al festival di cortometraggi della loro scuola. 
Lungo il tragitto per andare a scuola Mona, infastidita dal comportamento di Nadine, la porta al lavoro con sé. Di fronte alle provocazioni della figlia le dice che il padre sarebbe molto deluso da lei, quindi Nadine ruba l'auto di Mona per andarsene e amareggiata da tutto, scrive un messaggio sessualmente esplicito a Nick che gli invia accidentalmente. Poi va a scuola per informare Bruner che intende suicidarsi, ma lui la rassicura.
Nick risponde a Nadine chiedendole di uscire mentre Mona, agitata per la scomparsa della figlia, chiama Darian per farsi aiutare a trovarla. Nick ha preso alla lettera il testo di Nadine e cerca più volte di fare sesso con lei, ma la ragazza lo respinge e chiama il signor Bruner, il quale la porta a casa sua per farla venire a prendere da Darian che ancora si scontra con la sorella. Darian rinfaccia alla sorella tutti i sacrifici che ha dovuto compiere per lei e la loro madre dopo la morte del padre e che Krista è l'unica persona che lo rende felice. Nadine, di rimando, gli confessa il disprezzo che nutre verso di sé e l'invidia che ha sempre provato per la sua apparente perfezione, riuscendo a riappacificarsi.
Nadine si riconcilia anche con Krista e con Mona, poi va al festival di cortometraggi per assistere al film di Erwin, dove vede un parallelo tra i personaggi e il loro rapporto. Si scusa con Erwin per come lo ha respinto e accetta di iniziare una relazione, dopodiché presenta Nadine ai suoi colleghi.

## Distribuzione
Il film è stato presentato in anteprima al Toronto International Film Festival il 16 settembre 2016 e distribuito nelle sale statunitensi il 18 novembre 2016, mentre in quelle italiane il 30 marzo 2017.

## Riconoscimenti
- 2016 - Critics' Choice Awards
  - Candidatura per la miglior giovane interprete a Hailee Steinfeld
- 2017 - Golden Globe
  - Candidatura per la migliore attrice in un film commedia o musicale a Hailee Steinfeld